# Enzenried
Enzenried ist ein Gemeindeteil des Marktes Neukirchen-Balbini im Landkreis Schwandorf,  Regierungsbezirk Oberpfalz im Freistaat Bayern.

## Geografie
Enzenried liegt 650 Meter südwestlich der Staatsstraße 2040, 3 Kilometer südöstlich von Neukirchen-Balbini zwischen dem Horatzbach im Westen und dem Hiltenbach im Osten. Bei der Weihermühle, südlich von Enzenried, mündet der Horatzbach in den Hiltenbach.

## Geschichte
Heinrich II. stattete 1007 das Erzbistum Bamberg aus. Enzenried (auch: Izenruith, Izenreut, Izenreitt, Eitzenrivt, Enzersrieth, Ennzenrieth, Enzenrieth) wurde in der Ausstattungsurkunde von 1138 erstmals schriftlich erwähnt. Es gehört zu den Bamberger Gründungen, mit deren Hilfe der König das Neunburger Gebiet und das Schwarzachtal besiedelte und seiner Herrschaft unterwarf.
1285 und 1326 gehörte Enzenried zum Amt Nittenau. Dabei war Enzenried noch 1326 im Besitz der Schwarzenburger. Es zahlte Geld- und Naturalzins von 1 Hufe.
Neunburg wurde zu Beginn des 16. Jahrhunderts in ein Inneres und ein Äußeres Gericht unterteilt. Das Innere Gericht umfasste den Ostteil des Gebietes und das Äußere den Westteil. Die Grenze zwischen beiden verlief von Norden nach Süden: Die Ortschaften  Oberauerbach, Fuhrn und Taxöldern gehörten zum Äußeren Amt, Enzenried, Grasdorf, Luigendorf und Pingarten zum Inneren.
Aus dem Musterungsregister geht hervor, dass es 1522 6 Mannschaften und 1572 8 hatte.
1622 wurden im Amtsverzeichnis für Enzenried 5 Höfe und 3 Güter aufgeführt. Im Steuerbuch von 1631 erschien Enzenried mit 5 Höfen, 1 Gut, 1 Söldengütel, 1 Söldenhäusel, 1 Inwohner (Hüter), 2 Pferden, 64 Rindern, 8 Schweinen, 73 Schafen, 1 Ziege, 3 Bienenstöcken. Die Steuer betrug 28 Gulden 22¼ Kreuzer. 1661, nach dem Dreißigjährigen Krieg, hatte Enzenried nur noch 5 Mannschaften, davon 3 verheiratete Männer und 2 unverheiratete. Im Steuerbuch dieses Jahres erschien Enzenried mit 5 Höfen, 1 Gut, 1 Söldengut, 1 Sölde, 1 Inwohner (Hüter), 3 Pferden, 46 Rindern, 15 Schweinen, 21 Schafen, 6 Ziegen, 3 Bienenstöcken. Die Steuer betrug 15 Gulden 27½ Kreuzer.
1762 gab es in Enzenried 16 Herdstätten, 9 Eigentümer und 9 Inwohner (darunter 2 Tagwerker, 1 Hüter), also insgesamt 18 Untertanen. Es hatte 9 Anwesen, 1 Nebenhäusel und 1 Hüthaus. 1785 zahlte eine Person in Enzenried Naturalzins zur Pfarrei Neunburg.
1808 hatte Enzenried 9 Anwesen und ein Gemeinde-Hüthaus. Die Eigentümer waren Gruber, Deibenschmied, Glöckl, Höcht, Stelzer, Baur, Ränkl, Hofmann.
1808 wurde die Verordnung über das allgemeine Steuerprovisorium erlassen. Mit ihr wurde das Steuerwesen in Bayern neu geordnet und es wurden Steuerdistrikte gebildet. Dabei wurde Enzenried Steuerdistrikt. Er bestand aus den Ortschaften Dehnhof mit 1 Anwesen, Enzenried mit 9 Anwesen, Goppoltsried mit 7 Anwesen, Grottenthal mit 1 Anwesen, Hansenried mit 13 Anwesen, Hippoltsried mit 3 Anwesen, Oed bei Goppoltsried (Oedhof) mit 2 Anwesen, Rodlseign mit 1 Anwesen, Weihermühle mit 1 Anwesen, Wirnetsried mit 1 Anwesen und Ziegenmühle mit 2 Anwesen.
1820 wurde im Landgericht Neunburg vorm Wald die Ruralgemeinde Hansenried gebildet. Zur Ruralgemeinde Hansenried gehörten die Dörfer Dehnhof mit 1 Familie, Enzenried mit 11 Familien, Hansenried mit 13 Familien, Thanried mit 11 Familien, Weihermühle mit 1 Familie und Ziegenmühle mit 2 Familien. 1864 kam Scheiblhof hinzu.
1978 wurde die Gemeinde Hansenried aufgelöst. Thanried kam zur Gemeinde Stamsried. Alle anderen Gemeindeteile einschließlich Enzenried kamen zur Gemeinde Neukirchen-Balbini.
In Aufzeichnungen der mittelalterlichen Pfarrorganisation der Jahre 1326, 1350 und 1438 ist Enzenried zur Pfarrei Neukirchen-Balbini zugehörig aufgeführt. Die Pfarrei Neukirchen-Balbini war zu dieser Zeit Bestandteil des Dekanats Cham. Im Visitationsprotokoll von 1582 wurde der Kurfürst als Präsentator für Neukirchen-Balbini genannt. Die Pfarrei bestand aus den Ortschaften Goppoltsried, Dehnhof, Hansenried, Enzenried, Windmais, Grottenthal, Boden, Pottenhof, Friedersried und Fronau. Nach der Rekatholisierung unter Maximilian I. von 1627 bis 1631 bestand die Pfarrei Neukirchen-Balbini aus 20 Dörfern, Weilern und Höfen. 1997 hatte Enzenried 52 Katholiken.

## Einwohnerentwicklung ab 1820
| Jahr | Einwohner   | Gebäude |
| ---- | ----------- | ------- |
| 1820 | 11 Familien | k. A.   |
| 1838 | 64          | 9       |
| 1861 | 67          | 23      |
| 1871 | 49          | 36      |
| 1885 | 52          | 8       |
| 1900 | 48          | 8       |
| 1913 | 52          | 8       |

| Jahr | Einwohner | Gebäude |
| ---- | --------- | ------- |
| 1925 | 45        | 8       |
| 1950 | 72        | 10      |
| 1961 | 57        | 11      |
| 1970 | 63        | k. A.   |
| 1987 | 56        | 13      |
| 2011 | 38        | k. A.   |

## Denkmalschutz
In Enzenried steht eine denkmalgeschützte Dorfkapelle, erbaut 1878.